# Jesús Pareja
Jesús Pareja Mayo (Guadalajara, Castilla-La Mancha, 6 de marzo de 1955) es un expiloto de automovilismo español. Destacado en carreras de resistencia y gran turismos, fue campeón mundial con la escudería suiza Brun Motorsport (Porsche) del Campeonato Mundial de Resistencia en el año 1986, campeón de las 24 Horas de Le Mans en el año 1994 en GT con la escudería francesa Larbre Compétition (Porsche) y también subcampeón absoluto en el año 1986 con la escudería suiza Brun Motorsport (Porsche), Está considerado como uno de los mejores pilotos de resistencia español de la historia y uno de los mejores del mundo.

## Carrera profesional

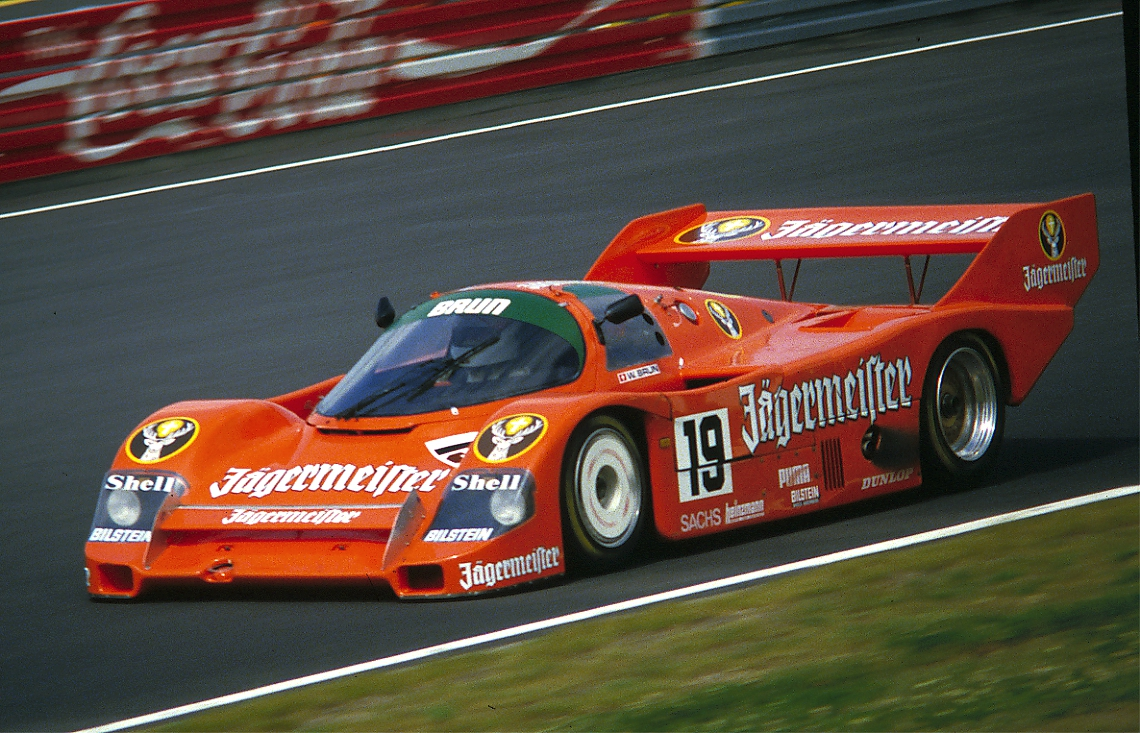
Porsche 962C de la escudería suiza Brun Motorsport en el año 1990, en el que formaron equipo Jesús Pareja, el argentino Oscar Larrauri, expiloto de Fórmula 1 y el suizo Walter Brun.

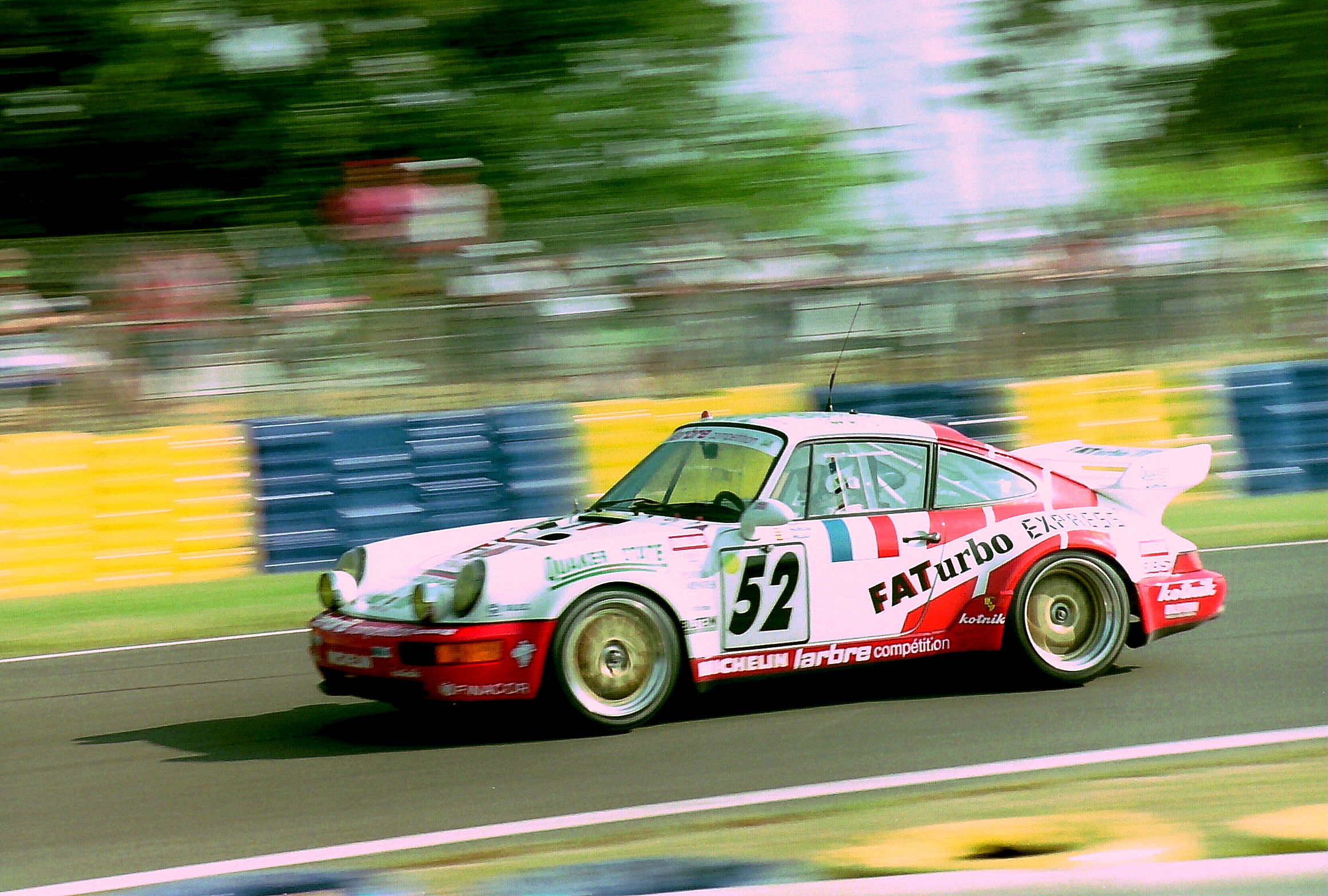
Porsche 911 Carrera RSR Turbo pilotado por Jesús Pareja en las 24 Horas de Le Mans de 1994 con el que logró alzarse con la victoria en la categoría GT con la escudería francesa Larbre Compétition (Porsche).

Tras comprarse con 19 años su primer coche de carreras, un Seat 600, rápidamente destacó en las distintas pruebas que fue disputando en el panorama nacional, convirtiéndose en campeón del Trofeo de Fabricación Nacional de Serie del Campeonato de España de Turismos en el año 1981. Pionero en sus inicios, fue el primer piloto de la historia del automovilismo español en conseguir un contrato profesional de primer nivel fuera de nuestras fronteras,[cita requerida] al firmar con Porsche - Brun Motorsport en el año 1984 para correr el Campeonato Mundial de Resistencia. 
Posee un récord de 13 participaciones consecutivas en la clásica prueba francesa de las 24 Horas de Le Mans. Debutó con una prometedora octava posición al volante de un Porsche 956 en 1985, año que sin embargo estuvo marcado por la triste muerte de su célebre compañero de equipo el alemán Stefan Bellof, también piloto de Fórmula 1, en un trágico accidente con Jacky Ickx en los 1000 km de Spa. El año siguiente, logra un histórico segundo puesto, en una carrera que nuevamente estuvo marcada por la muerte del piloto de Fórmula 1 austriaco Jo Gartner. Además de sus éxitos en las 24 Horas de Le Mans, es también conocido por ser el primer español en alzarse con una victoria en un Gran Premio y con el Campeonato Mundial de Resistencia en el año 1986. Tras debutar en el Campeonato Mundial de Resistencia en el Gran Premio de Australia en 1984, no tardó en cosechar grandes resultados y en convertirse en unos de los pilotos con más éxitos del circuito profesional. Entre sus temporadas más destacadas, cabría señalar sin duda el citado año 1986, en el cual fue coronado campeón del mundo, logro que solo conseguirían igualar más tarde Fermín Vélez y Fernando Alonso en el año 2019. 
En la edición del año 1990, con un récord de asistencia de más de 300.000 espectadores en las gradas, realiza una de las mejores actuaciones de su carrera, pero la mala fortuna le priva de conseguir la victoria en categoría absoluta en uno de los finales más dramáticos que se recuerdan en la historia de las 24 Horas de Le Mans: a falta de menos de 15 minutos para el final de la carrera y después de haber liderado toda la prueba, el Porsche 962C pilotado por Pareja sufre un grave fallo de motor cuando el español marchaba primero y ya acariciaba el triunfo, debiendo abandonar a escasos kilómetros del final de la prueba. 
Fiel a la marca de Stuttgart, de las 13 participaciones que ostenta Pareja en Le Mans, tan solo dos no las realizó representando a la escudería Porsche: corrió con la escudería inglesa Lola Racing Cars en 1992 y con la también británica British Racing Motors (BRM) en 1997. Asimismo, también disputó durante varias temporadas el Campeonato de la FIA de Sport Prototipos y el Campeonato Mundial de Resistencia, corriendo para la ya mencionada escudería suiza Brun Motorsport (Porsche), las escuderías alemanas Kremer Racing (Porsche), Obermaier Racing (Porsche) y Joest Racing (Porsche), las escuderías británicas Andy Rouse Engineering (Ford) y Pacific Racing (Nissan), la escudería holandesa Euro Racing (Lola Racing Cars) y la escudería francesa Larbre Compétition (Porsche).
Finalmente, lograría subirse a lo más alto del podio de las 24 Horas de Le Mans al hacerse con el triunfo en 1994, esta vez en la categoría GT2 al volante de un Porsche 911 Turbo S LM GT de la escudería francesa Larbre Compétition, ese año, también obtuvo la victoria en el Gran Premio del Campeonato FIA GT (Campeonato del Mundo de Gran Turismo) de los 1000 km de Suzuka (Japón) a los mandos de un Porsche 911 Turbo S LM GT de la escudería francesa Larbre Compétition, siendo el único piloto español de la historia que ha conseguido subirse a lo más alto del podio en esta célebre competición. Asimismo, cabría destacar en aquel año su segunda posición en las 24 Horas de Daytona (Estados Unidos), así como sus victorias en los Grandes Premios del Campeonato del Mundo de Gran Turismo celebrados en el Circuito del Jarama, en el circuito francés de Paul Ricard y en el Circuito Internacional de Zhuhai (China), siempre de la mano de la escudería Porsche y compartiendo equipo con Bob Wollek y Jean-Pierre Jarier, célebres estrellas del automovilismo francés y también pilotos de Fórmula 1.
Tentado por la Fórmula 1 en numerosas ocasiones, llegó a tener ofertas para correr en el “Gran Circo”, pero siempre prefirió mantenerse fiel a la modalidad de resistencia, la cual consideraba se ajustaba mejor a sus cualidades como piloto y que por entonces contaba con una repercusión mediática similar o incluso superior a la Fórmula 1, siendo habitual que los pilotos compartieran ambas modalidades.

### Compañeros de equipo

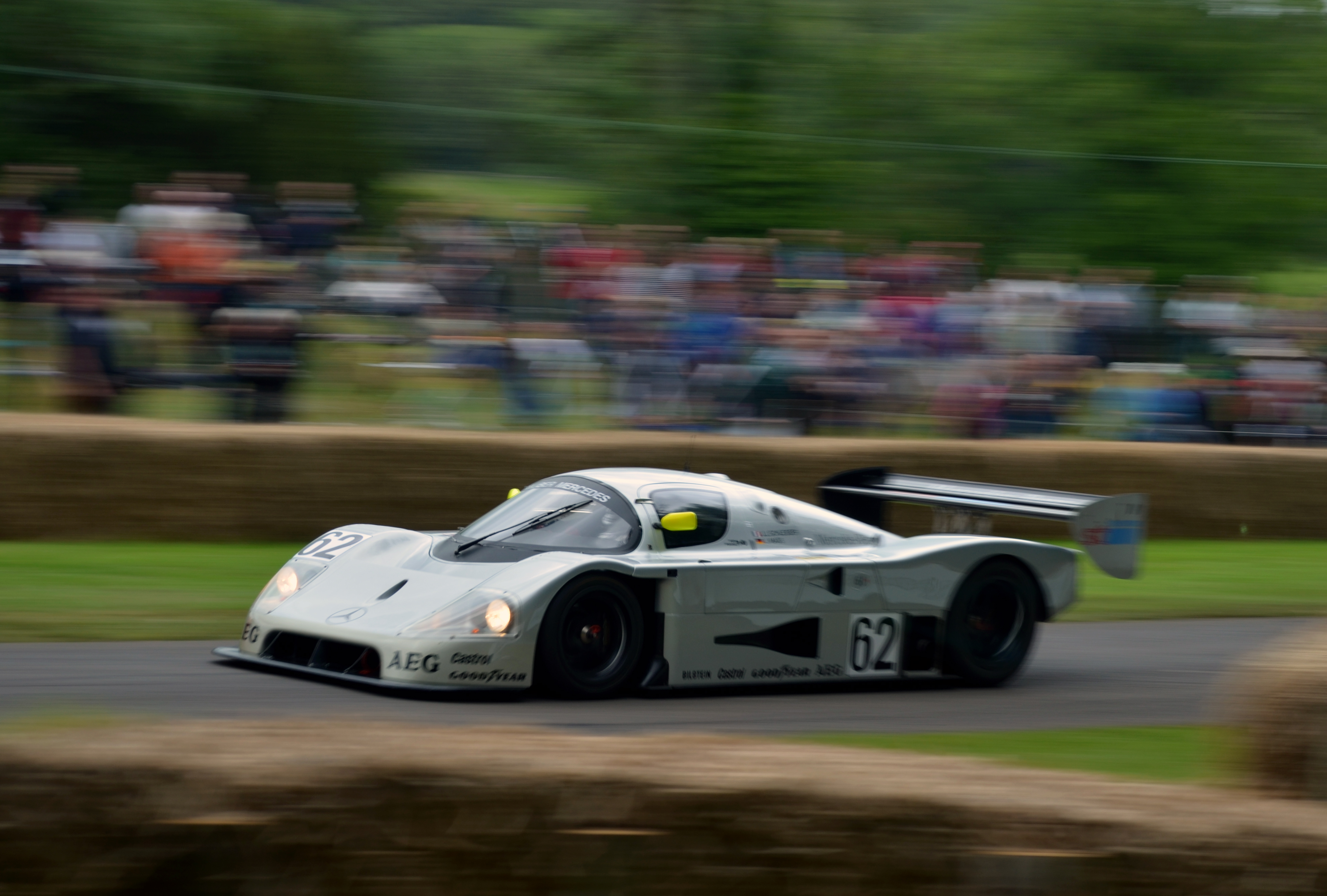
Mercedes Sauber C9 pilotado por el alemán Michael Schumacher durante su etapa en el Campeonato Mundial de Resistencia en la que se enfrentó al Porsche 962C de Jesús Pareja

A lo largo de su carrera internacional, tuvo la suerte de contar con grandes compañeros de equipo, varios de ellos pilotos de Fórmula 1. Entre estos, cabría destacar a los que se listan a continuación.
- Oscar Larrauri
- Walter Brun
- Kees Kroesemeijer
- Peter Janson
- Jürgen Lässig
- Hervé Regout
- Jöel Gouhier
- Harald Grohs
- Frank Jelinski
- Uwe Schäffer
- Alain Semoulin
- Thierry Tassin
- Hans-Peter Kaufmann
- Franz Hunkeler
- Manuel Reuter
- Antonio Albacete
- Massimo Sigala
- Carlos Palau
- Bernard Santal
- Jeff Purner
- René Herzog
- John Paul Jr.
- Hurley Haywood
- Hans-Joachim Stuck
- Stefan Johansson
- Charles Zwolsman
- Cornelius "Cor" Euser
- Dominique Dupuy
- Pierre de Thoisy
- Bob Wollek
- Jürgen Barth
- Jean-Pierre Jarier
- Érik Comas
- Jean-Luc Chereau
- Regis Schuch
- Dominic Chappell
- Harri Toivonen
- Eliseo Salazar
- Hideshi Matsuda

Asimismo, durante su más de 20 años como profesional también pudo competir contra algunos de los mejores pilotos de la historia. Entre ellos, cabría destacar sin ninguna duda a Michael Schumacher, siete veces campeón del mundo de Fórmula 1 y considerado como el mejor piloto de todos los tiempos. En las varias carreras que disputaron juntos en los que fueron los últimos años del piloto español en la competición, que coincidieron con los primeros años de Schumacher como profesional, Pareja logró superar en algunas ocasiones a la joven promesa alemana, como sucediera en los Grandes Premios del World Sportscar Championship de Silverstone (Reino Unido, 1990), Suzuka (Japón, 1991), Nürburgring (Alemania, 1991) o Ciudad de México (México, 1991).

## El accidente de Montreal
El 23 de septiembre de 1990, cuando disputaba el Campeonato Mundial de Resistencia, Jesús Pareja fue el desafortunado protagonista de un grave accidente que a punto estuvo de costarle la vida. Mientras circulaba a más de 270 km/h, la tapa de una alcantarilla levantada por el Jaguar que le precedía perforó su Porsche 962C y provocó el incendio del vehículo al tiempo que hacía trompos por la pista, impactando finalmente con violencia contra el muro de seguridad.
Gracias a que la alcantarilla entró por el lado del coche en el que no se encontraba el piloto y a la rápida acción de los asistentes de pista, que lograron abrir la puerta de vehículo entre las llamas y sacarle lo más rápido posible, consiguió salvar su vida, pese a sufrir diversas quemaduras en la cara y dejar inutilizado su Porsche 962C, valorado en una cantidad cercana al millón de dólares. Lejos de asustarse por el accidente, correría tan solo dos semanas después, todavía con quemaduras, en México.
A raíz del grave accidente de Pareja, la Federación Internacional del Automóvil decidió modificar la normativa para que los grandes circuitos internacionales se vieran obligados a sellar el alcantarillado de sus trazados, lo que supuso un antes y un después en la seguridad de los pilotos de todas las modalidades del mundo del motor.

## Imagen de Repsol

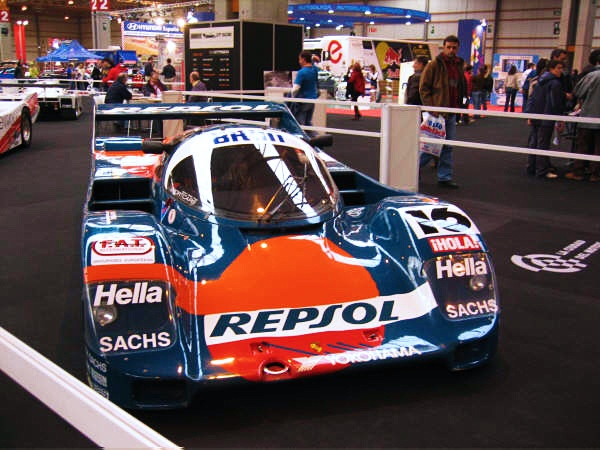
Imagen del Porsche 962C de la escudería suiza Brun Motorsport pilotado por Jesús Pareja en las 24 Horas de Le Mans de 1990 que está expuesto en el Museo de las 24 Horas de Le Mans.

Tras el importante apoyo económico de la empresa Tabacalera en sus inicios (a través de la esponsorización de sus marcas Ducados y Fortuna), Estuvo patrocinado la mayor parte de su carrera a título particular por la empresa petroquímica española Repsol, la cual también pasó a patrocinar a su equipo Brun Motorsport -escudería satélite de Porsche creada por el magnate suizo del juego Walter Brun-, en el que obtuvo sus mayores éxitos junto a su inseparable compañero de equipo argentino Oscar Larrauri, también piloto de Fórmula 1. El Porsche 962C pilotado por Pareja aquellos años, con Repsol como patrocinador principal, se ha convertido con el paso del tiempo en uno de los modelos más icónicos de la historia del automovilismo español, fabricándose todavía a día de hoy diversas réplicas por las principales marcas de maquetas y de coches de slot que son muy apreciadas por coleccionistas del mundo entero.
Tal es así que en el año 2015, Repsol eligió la imagen de Jesús Pareja al volante de su Porsche 962C durante las 24 Horas de Le Mans del año 1988 entre las imágenes más representativas de su historia deportiva, junto con las de otros célebres deportistas patrocinados por Repsol como, entre otros, Ángel Nieto, Marc Coma, Marc Márquez, Michael Doohan, Àlex Crivillé, Carlos Sainz, Dani Pedrosa, Toni Bou, Emilio de Villota, Casey Stoner, Luis Pérez-Sala, Nicky Hayden, Valentino Rossi, Nani Roma, Daijirō Katō, Laia Sanz o Carlos Checa.
Además, el Porsche 962C pilotado por Jesús Pareja en las 24 Horas de Le Mans en el año 1991 fue elegido entre los más de 800 Porsche que han participado en la mítica carrera francesa en sus casi 100 años de historia para integrar la colección del Museo de las 24 Horas de Le Mans. Con casi 800 caballos de potencia y velocidades puntas cercanas a los 400 kilómetros por hora, el Porsche recorrió en aquella edición la increíble cifra de 4.596,8 km a una velocidad media de 191,7 km/h. Recientemente, una de las unidades de este emblemático modelo Porsche patrocinado por Repsol se subastó en Amelia Island por una cantidad cercana a los 2 millones de dólares.

## En la actualidad

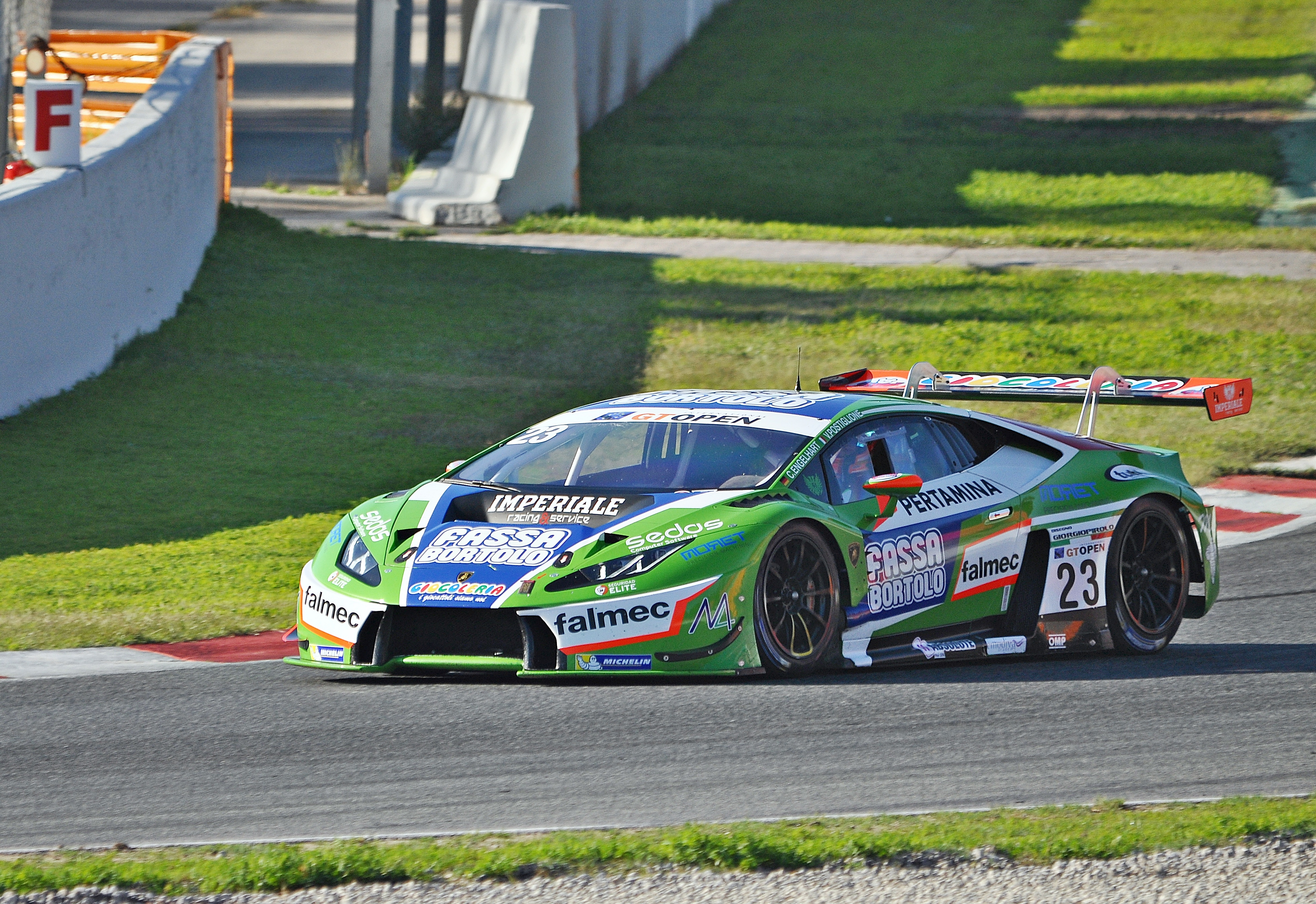
Imagen del Lamborghini Huracán GT3 del equipo italiano Team Imperiale Racing durante una prueba del International GT Open en el año 2018.

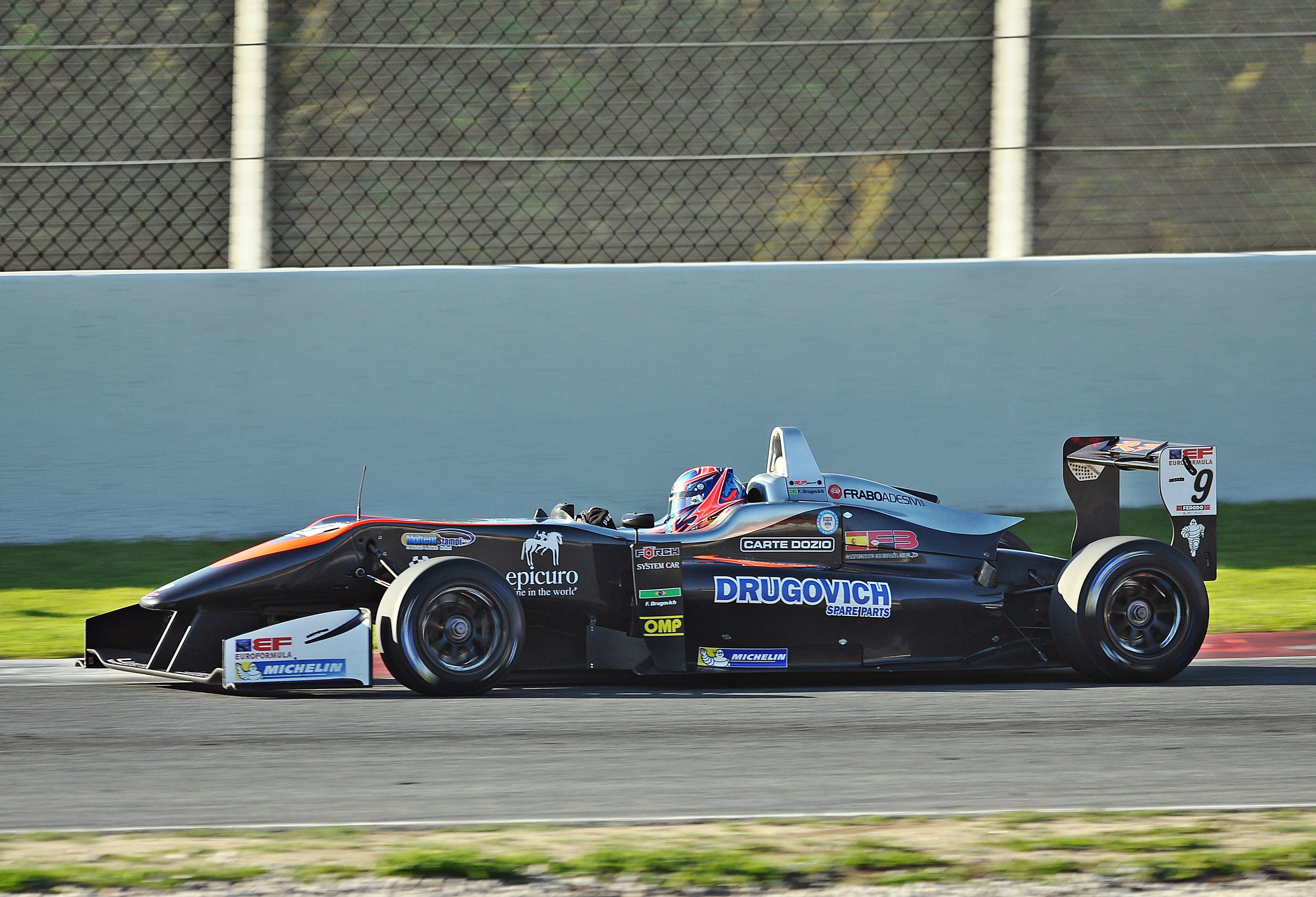
Imagen del piloto brasileño Felipe Drugovich compitiendo con el equipo británico RP Motorsport en una prueba del Euroformula Open en el año 2018.

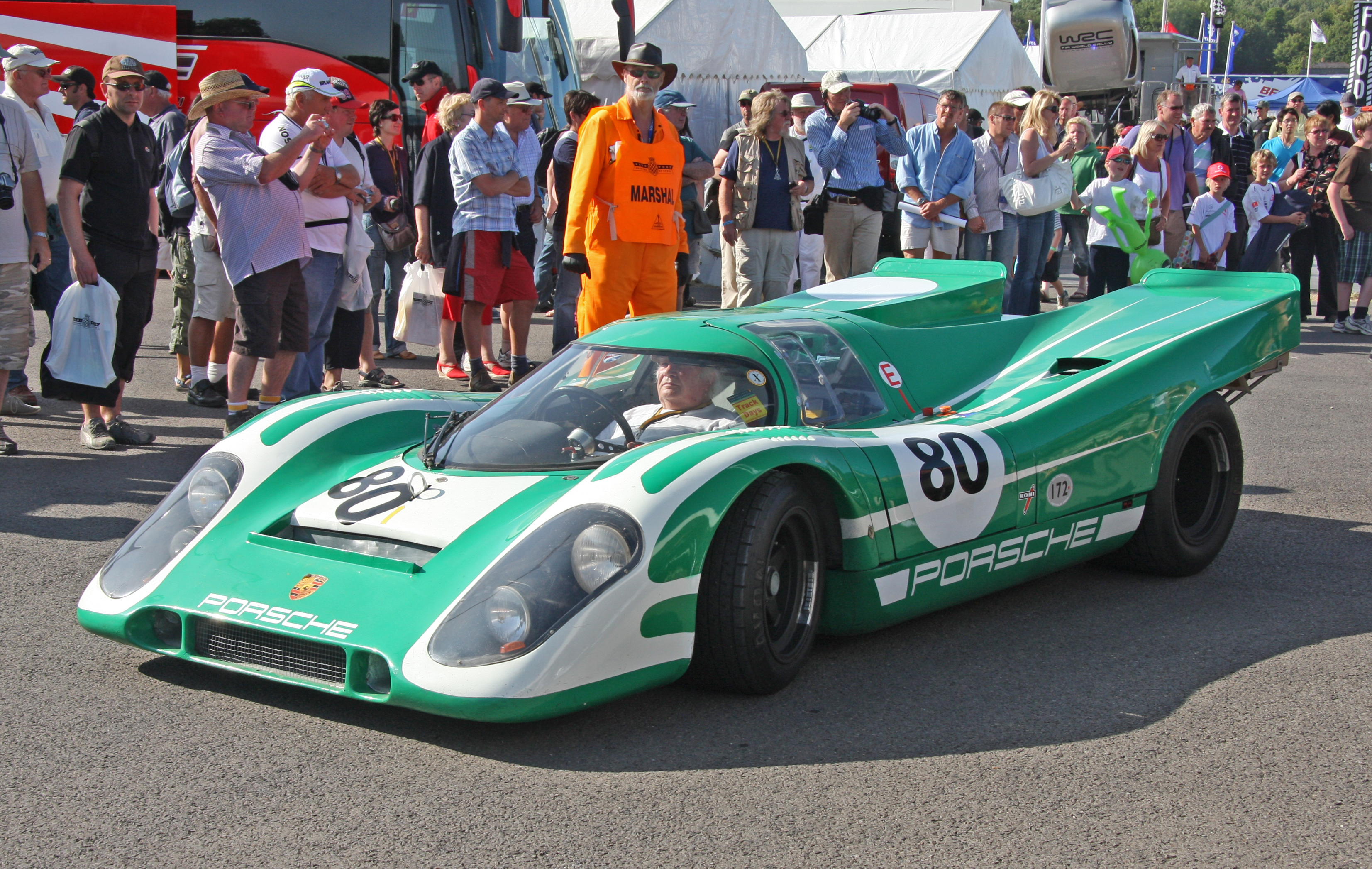
Imagen del Porsche 917 pilotado por Pareja en el Martini Legends celebrado en Barcelona en el año 2007 que fue utilizado por David Piper en la película Le Mans, protagonizada por Steve McQueen.

Tras su retirada oficial de la competición profesional en 1998, decide dar el salto a los despachos y se convierte en un importante promotor de carreras , primero a nivel nacional, y luego internacional, creando la compañía GT Sport, que en la actualidad organiza, entre otros, el International GT Open (Campeonato Internacional de Gran Turismo), el GT Cup Open Europe (Campeonato Internacional de Gran Turismo para Gentleman Drivers) y el Euroformula Open (Campeonato de Europa de Fórmula 3), disputadas ocasionalmente junto con la SEAT León Eurocup y la extinta World Series Fórmula V8 3.5.
Además, en el año 2009, GT Sport logró una hazaña impensable tiempo atrás para el automovilismo español: con el apoyo de la Real Federación Española de Automovilismo, pujó con éxito ante la Federación Internacional del Automóvil para quedarse con las Fórmula 3 Euroseries, antesala de la Fórmula 1 y fundamental en el camino para llegar a la misma. Fundada en el año 2003, la categoría de Euroformula Open ha acogido en su parrilla y formado a varios jóvenes pilotos que finalmente han alcanzado la bandera a cuadros de la Fórmula 1. Entre ellos, cabría destacar al británico Lewis Hamilton, que se alzó con el título de las Fórmula 3 Euroseries en el año 2005, a los alemanes Nico Rosberg, Sebastian Vettel y Nico Hülkenberg, al suizo Sébastien Buemi, o los españoles Carlos Sainz Jr. y Roberto Merhi.
Por otra parte, varios campeonatos internacionales y la propia Federación Internacional del Automóvil contratan habitualmente a GT Sport como promotor de los Grandes Premios que se celebran en España.
Al margen de su actividad como promotor de carreras, ha sonado en varias ocasiones en los últimos años como candidato para dirigir una escudería española en la Fórmula 1 de la mano de Adrián Campos y del Grupo Mediapro, que asumiría el tope presupuestario mínimo de 35 millones de euros anuales. Sin embargo, el propio Pareja ha desmentido en otras tantas ocasiones estos rumores. Por otra parte, también es socio fundador del circuito de karting Carlos Sainz Center (las mayores instalaciones de kárting indoor de Europa), junto con el expiloto de rallies Carlos Sainz y el dirigente de MotoGP Carmelo Ezpeleta.
Asimismo, participa habitualmente en distintos eventos y seminarios relacionados con el mundo del motor, como en los cursos de la UNED sobre automovilismo deportivo, junto con otras caras conocidas del mundo del motor español como Alfonso de Orléans-Borbón, Emilio de Villota, Adrián Campos, Jaime Alguersuari, Carlos Sainz, Pedro de la Rosa o Marc Gené.
Tras retirarse, rara vez se ha vuelto a ver a pilotando de nuevo. No obstante, sí que ha vuelto a aparecer en los circuitos en algunas ocasiones especiales. Entre estas, cabría destacar su participación en el Martini Legends de Barcelona en el año 2007, compartiendo circuito con otras leyendas del automovilismo como el mítico piloto brasileño Emerson Fittipaldi, doble campeón del mundo de Fórmula 1, el francés Henri Pescarolo, campeón de las 24 Horas de Le Mans, o el español Marc Gené. En esta ocasión, se puso a los mandos del emblemático Porsche 917 que condujo el histórico David Piper en la película Le Mans, protagonizada por Steve McQueen.
En 2017, el Consejo Mundial del Deporte de Motor celebrado en Viena aprueba la petición de GT Sport para albergar la organización de un campeonato de turismos europeo (TC Open) y una prueba de resistencia anual de 1.000 kilómetros (GT Open 1.000).
En 2018, fue galardonado con la "Insignia de Oro" de la Real Federación Española de Automovilismo, como reconocimiento a su trayectoria como piloto y promotor.